# (16922) 1998 FR57
1998 أف أر 57 (ويعرف أيضًا باسم (16922) 1998 أف أر 57 وفق تسمية الكوكب الصغير) (بالإنجليزية: 1998 FR57)‏ هو كويكب ضمن حزام الكويكبات؛ وترتيبه 16922 من حيث الاكتشاف.
اكتُشف هذا الجُرم الفلكي بواسطة بحث لنكولن عن الكويكبات القريبة من الأرض في 20 مارس 1998.

## وصلات خارجية
- (16922) 1998 FR57 في قاعدة بيانات مختبر الدفع النفاث لأجرام النظام الشمسي الصغيرة

- الاكتشاف · مخطط المدار ·  العناصر المدارية · المعلمات المادية

- (16922) 1998 FR57 على موقع ويكي سكاي: DSS2, SDSS, GALEX, IRAS, Hydrogen α, X-Ray, Astrophoto, Sky Map, Articles and images